# Stepnogorsk
Stepnogorsk (in kazako Степногор) è una città del Kazakistan, situata nella Regione di Aqmola.